# Platynus ovipennis
Platynus ovipennis är en skalbaggsart som beskrevs av Mannerheim. Platynus ovipennis ingår i släktet Platynus och familjen jordlöpare. Inga underarter finns listade i Catalogue of Life.